# Izbat al-Burdż
Izbat al-Burdż (arab. عزبة البرج) – miasto w Egipcie, w muhafazie Damietta. W 2006 roku liczyło 33 538 mieszkańców.